# 온평초등학교
온평초등학교는 대한민국 제주특별자치도 서귀포시 성산읍 온평리에 있는 공립 초등학교이다.

## 학교 연혁
- 1946년	12월 2일 온평공립국민학교 개교(설립인가 11월 30일)
- 1985년	7월 10일 2개 교실 증축
- 1992년	2월 27일 과학실 개축
- 1993년	12월 1일 급식소 신축 준공
- 1995년	3월 1일 병설유치원 개원
- 1995년	12월 31일 온평초등학교로 교명 변경[1]
- 1997년	12월 31일 학교 전용 주차장 시설
- 1998년	8월 30일 화장실 신축
- 2002년	2월 16일 컴퓨터 교실 신축
- 2005년	2월 20일 1개교실 신축, 비가림 시설, 교실 냉난방 시설
- 2006년	9월 28일 학교숲 초록등산 개장
- 2008년	9월 9일 다목적식, 도서관, 영어체험실 신축
- 2009년	11월 10일 급식실 현대화를 위한 개축
- 2011년	3월 1일 5학급 편성
- 2012년	3월 1일 농어촌학교군 구성 운영(신산초, 풍천초)
- 2012년	3월 9일 1층 교실, 교무실, 교장실, 행정실, 보건실 마루 교체
- 2012년	9월 12일 보건실현내화 사업준공
- 2013년	2월 26일 어린이놀이시설 시소 외 4종 구입
- 2013년	3월 25일 천연잔디운동장, 육상트랙, 다목적구장 조성
- 2013년	11월 5일 엘리베이터, 장애인화장실(남) 준공
- 2015년	12월 24일 교실 및 특별실 석면함유 시설물 개선사업(~2016.01.31)
- 2016년 12월 12일 급식실 휴게실 확장
- 2016년 12월 26일 방음벽 교체
- 2017년 1월 3일 교문조형물 제작 및 설치
- 2017년 1월 24일 교내 진입로 보수
- 2018년 8월 13일 유치원 증.개축
- 2018년 12월 6일 방송실 현대화
- 2020년 1월 8일 제70회 졸업(5명)(졸업생 총수 2,242명)
- 2020년 9월 1일 제34대 강태심 교장 부임

## 해녀 관련 일화
1946년 개교한 '온평국민학교'는 교실이 4개 밖에 없어 심지어 한 교실에 4학년까지 합반 수업을 하는 등 어려움이 많았다. 기성회에서 일본에 나가 있는 재일교포들에게 모금하고 재력가들에게 도움을 요청했지만 학교부지밖에 구할 수 없어 고심하던 차에 잠녀들 사이에서 미역판매 대금을 기부하자는 의견이 나왔고 학교가 지어졌다. 1950년 화재로 목조건물이 전부 소실되었을 때도 잠녀들이 미역판매 대금을 내놔 이듬해 첫 졸업생을 배출했다.

## 참고 자료
- 온평초등학교 - 한국교육학술정보원 학교알리미